# Exécration
En théologie, l'exécration exprime deux actions différentes, celle de la réduction à un usage non religieux avec perte de la qualité de sacré, et celle d'attirer ou provoquer contre quelqu'un la vengeance divine. De nos jours, le terme est presque exclusivement employé dans le premier sens.

## Signification religieuse ancienne
L'origine de ce mot est profondément religieuse. Historiquement, l'exécration exprime deux actions différentes, celle de perdre la qualité de sacré, et celle d'attirer ou provoquer contre quelqu'un la vengeance divine. Dans un sens relâché, il désigne encore une sainte horreur, l'horreur la plus profonde, ou même l'action digne de cette horreur. Il s'agit de l'exécration qui réclame la colère du Ciel contre un objet ou une personne.
L'exécration est pour la personne visée plus significative que l'imprécation ou la malédiction. L'exécration est une forme d'anathème religieux, car il exprime une condamnation, qui retranche de la société, alors que l'imprécation reste une prière et que la malédiction correspond à un souhait de malheur. L'imprécation invoque la puissance contre un objet, la malédiction prononce son malheur, l'exécration le dévoue à la vengeance céleste.
L'exécration est opposée à la consécration, laquelle met au service et sous la protection de Dieu.
L'exécration est également la malédiction suprême par laquelle on se vouait soi-même aux divinités infernales en cas de parjure. Par extension, l'exécration devient une imprécation par laquelle on exprime son humeur ou sa haine.
Il signifie aussi, dans un sens relâché, l'impiété ou la profanation des choses sacrées.

## Signification religieuse contemporaine

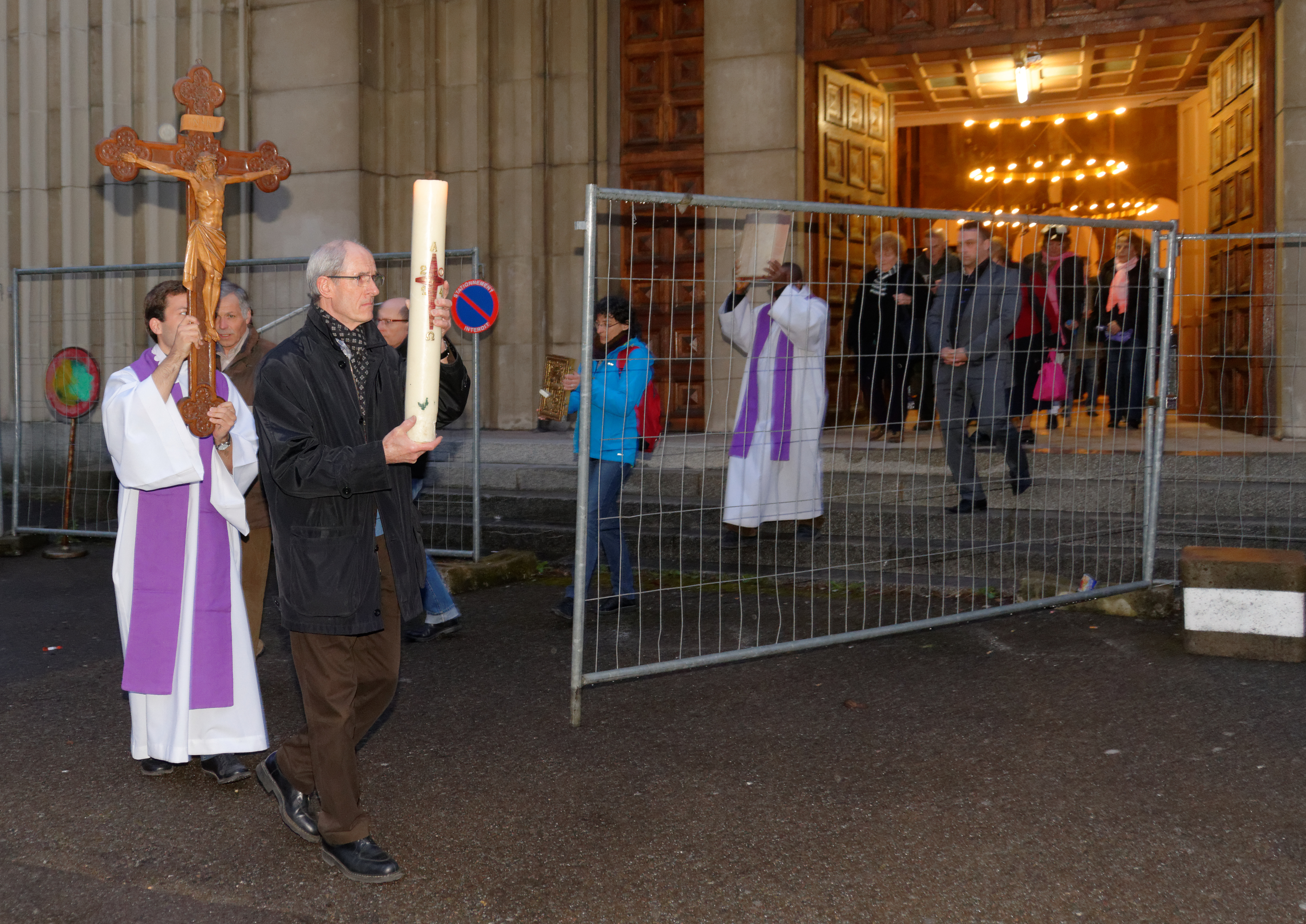
Cérémonie de désacralisation de l'église Notre-Dame des Anges de Belfort avant sa démolition. Les objets liturgiques sont évacués du bâtiment.

Le terme exécration ou déconsécration est utilisé de nos jours presque exclusivement dans le sens de perte du sacré. Il désigne plus particulièrement le retour d'un objet ou d'un lieu consacré à l'état d'objet ou de lieu profane, par exemple parce que celui-ci est devenu impropre à sa destination sacrée. L'exécration signifie la perte de la consécration. La désacralisation désigne la procédure canonique, s'opposant à la désaffectation qui est la procédure civile.
Il convient de distinguer, dans le cas d'un lieu sacré, l'exécration de la sécularisation : en effet, selon le point de vue de la théologie catholique, il n’y a pas exécration lorsqu’il y a désaffectation, car la consécration d’un lieu saint demeure comme imprégnée dans l’édifice, même après désaffectation civile. Il faut une destruction (naturelle ou accidentelle) du principe physique, support de la consécration (les murs, la structure de l’édifice), pour qu’il soit considéré qu’il y a exécration.
L'exécration est également différente tant de la pollution (consistant en la souillure du lieu saint par un acte scandaleux ou criminel) que de la profanation, assimilable à l’utilisation à des fins profanes d’une « chose sacrée », c’est-à-dire qui a été destinée au culte par une consécration, une bénédiction ou une dédicace, par des actions gravement injurieuses qui y sont commises au scandale des fidèles et qui, au jugement de l'Ordinaire du lieu, sont si graves et contraires à la sainteté du lieu qu'il ne soit pas permis d'y célébrer le culte tant que l'injure n'a pas été réparée par le rite pénitentiel prévu par les livres liturgiques.
Il existe donc une différence radicale entre la profanation d’un lieu ou d'un objet sacré, laquelle nécessite la réalisation de certains rites pour que le lieu ou l'objet retrouve son caractère sacré, et l'exécration prononcée en vue de remettre un objet ou un lieu à un état ou à un usage profane.

## Désacralisation lors de la vente de biens cultuels ou de reliques
Le Code de droit canonique, au canon 1222, précise que : « Si une église ne peut en aucune manière servir au culte divin et qu'il n'est pas possible de la réparer, elle peut être réduite par l'évêque diocésain à un usage profane qui ne soit pas inconvenant (§ 1). Là où d'autres causes graves conseillent qu'une église ne serve plus au culte divin, l'évêque diocésain, après avoir entendu le conseil presbytéral, avec le consentement de ceux qui revendiquent légitimement leurs droits sur cette église et pourvu que le bien des âmes n'en subisse aucun dommage, peut la réduire à un usage profane qui ne soit pas inconvenant » (§ 2). Cette règle sert de base pour la réduction d'objets sacrés à un usage profane. Qu'il s'agisse d'un objet sacré partiellement endommagé et non réparable ou d'un objet sacré qui ne servirait plus au culte divin, il faut nécessairement dans ces deux situations un décret d'exécration pour chacun des objets concernés.
De même, le canon 1238 § 2 édicte que : « Du fait de la réduction de l'église ou d'un autre lieu sacré à des usages profanes, les autels fixes ou mobiles ne perdent ni leur dédicace, ni leur bénédiction ». Ce qui vaut pour les autels peut, par extension, être considéré comme s'appliquant également aux autres objets sacrés que contenait le lieu sacré qui a perdu sa dédicace ou sa bénédiction. C'est pourquoi, la Conférence des évêques de France recommande que soit établi un décret d'exécration pour que des objets sacrés qui avaient été abrités par une église ayant perdu son caractère sacré puissent servir à un usage profane.
Par ailleurs, le canon 1212 prévoit que les lieux sacrés perdent leur dédicace ou leur bénédiction « s'ils sont réduits à des usages profanes de façon permanente, soit par décret de l'Ordinaire compétent, soit de fait ». Pour ce cas, et en fonction des circonstances, le Code de droit canonique admet que la perte du caractère sacré puisse se réaliser sans le recours à un décret d'exécration. La Conférence des évêques de France considère que cette norme peut être appliquée par analogie aux objets sacrés. Il peut s'agir de la réduction à un usage profane permanent et définitif, opérée sans l'assentiment des autorités ecclésiastiques compétentes, par exemple en devenant la propriété d'une personne privée ou d'une autorité civile. En dépit de cette situation, la Conférence des évêques de France estime qu'il peut être jugé opportun de porter a posteriori un décret d'exécration en raison de l'usage inconvenant qui serait fait de la chose et dans le but d'éviter le trouble dans l'esprit des fidèles.
La liturgie catholique prévoit une célébration liturgique lors de l’exécration d’un lieu sacré, au cours de laquelle est lu le décret de consécration pour la réduction à un usage profane, édicté par l’évêque diocésain.